# Spielertrainer
Als Spielertrainer bezeichnet man eine Person, die eine Sportmannschaft trainiert und zugleich berechtigt ist, sich selbst als Spieler einzusetzen. Diese Möglichkeit besteht in fast allen Sportarten.

## Fußball
Spielertrainer sind im Profifußball selten geworden, während sie vor dem Zweiten Weltkrieg in zahlreichen europäischen Ländern nichts Ungewöhnliches waren. Im heutigen Profifußball, insbesondere in Deutschland, ist die Doppelfunktion als Spieler und Trainer durch die Lizenzanforderungen praktisch ausgeschlossen. Cheftrainer in der Bundesliga müssen im Besitz der UEFA-Pro-Lizenz sein, was eine gleichzeitige Meldung als Spieler und Trainer verhindert. Dies ist in den Regularien der Deutschen Fußball Liga (DFL) und des Deutschen Fußball-Bundes (DFB) festgelegt.
Im Amateurbereich dagegen werden erfahrene Spieler gelegentlich für eine Zeit lang als Spielertrainer eingesetzt, da hier die Lizenzvorgaben weniger streng sind und Vereine oft auf das Know-how erfahrener Spieler zurückgreifen.
Befindet sich der Spielertrainer im Spiel, übernimmt in der Regel ein Co-Trainer oder ein weiterer Verantwortlicher an der Seitenlinie die Aufgaben des Trainers, da laut Spielordnung immer ein Verantwortlicher auf der Bank sitzen muss.
Meistens ist ein Spielertrainer ein älterer, sehr erfahrener Spieler, der zum Ende seiner aktiven Laufbahn in die Beschäftigung als Trainer wechselt, aber noch einige Zeit selbst weiterspielt. Diese Konstellation findet sich heute fast ausschließlich im Amateur- und unteren Leistungsbereich.
In den unteren Ligen ist derjenige der Trainer, der sich in den Spielberichtsbogen als Trainer einträgt, es kann auch ein Spieler sein. In den höheren Ligen gibt es aber Bestimmungen für den Spielbetrieb, dass der Trainer anwesend sein und eine bestimmte Lizenzstufe haben muss.
Hat er diese nicht, kann ein anderer Trainer eingetragen werden, und der Spielertrainer fungiert als Teamchef.
Als Spielertrainer zeitweise tätig waren u. a. die Fußballer Karl Rappan, Hennes Weisweiler, Helmut Benthaus, Wolfgang Frank, Uwe Reinders, Helmut Schön, Joachim Löw, Albert Batteux, Ruud Gullit, Kenny Dalglish, Gianluca Vialli, Hans-Peter Briegel, Marco Kurz, Romário, Karl-Heinz Riedle, Trevor Francis, Dorinel Munteanu sowie der heutige Schauspieler Vinnie Jones.
Ein besonderes Kapitel schrieb Erwin Helmchen als Spielertrainer des VfB Lübeck ab dem Frühjahr 1950. Die Ligagegner Göttingen 05 und später Phönix Lübeck protestierten aus unterschiedlichen formalen Gründen gegen seine Mitwirkung in Meisterschaftsspielen. Der so gefürchtete Spielertrainer war zu dem Zeitpunkt 43 Jahre alt.
Beispiele für Spielertrainer in höheren Ligen in jüngerer Zeit sind Ryan Giggs bei Manchester United sowie Edgar Davids beim FC Barnet. Beim Österreichischen Meister im Frauenfußball SKN St. Pölten war von 2016 bis 2019 Fanny Vágó als Spielertrainerin tätig.